# Nova (telecomunicazioni)
Nova è una società di telecomunicazioni islandese con sede a Reykjavík.

## Storia
Nova ehf. è stata fondata nel maggio 2006 e ha iniziato ad operare ufficialmente il 1º dicembre 2007.
Il 4 aprile 2013, Nova ha lanciato il servizio 4G/LTE. Nova possiede e gestisce la propria rete mobile 3G/4G e la rete nazionale. Nova è la più grande compagnia di telefonia mobile in Islanda con una quota di mercato del 34% nel 2015.
Entro la fine del 2011, gli utenti avevano raggiunto quota 100.000.
Nova è stata premiata come "Società di marketing dell'anno" nel 2009 e nel 2014.

## Copertura
Nova gestisce le proprie reti mobili e di rete 3G e 4G, che coprono circa il 95% della popolazione. Ma Vodafone e Nova hanno anche un contratto per la condivisione reciproca delle reti mobili. Gli utenti di Nova, grazie a questo accordo, hanno la possibilità di usufruire della rete mobile di Vodafone.